# トリポリ (LHA-7)
トリポリ（USS Tripoli,LHA-7）は、アメリカ海軍の強襲揚陸艦。アメリカ級強襲揚陸艦の2番艦。艦名は第一次バーバリ戦争の別名トリポリ戦争に因む。アメリカ海軍所属艦艇の同名の強襲揚陸艦としては2代目、先代は1995年に退役したイオー・ジマ級5番艦「トリポリ」（1966年就役）である。

## 艦歴
2014年6月22日、ミシシッピ州パスカグーラのインガルス造船所で起工。2017年5月1日に進水、2020年7月15日に造船所で就役した。
2022年1月11日、F-35B戦闘機の運用能力の達成に向けたプロセスの一環として、初の着艦試験を実施。
2022年に初の海外展開を行い、5月20日午後、山口県岩国市のアメリカ軍岩国基地に入港した。日本には初めての寄港で補給や乗組員の休養のため22日まで滞在した。同年5月29日9時すぎに横須賀基地に入港した。本艦が同基地に寄港するのは今回が初めめてである。岩国基地では、第121海兵戦闘攻撃飛行隊所属の最新鋭ステルス戦闘機「F-35B」を14機搭載して横須賀に入港した。同年6月3日午前9時50分ごろ、一時寄港先の横須賀基地を出港した。